# John Quincy Adams
John Quincy Adams, (født 11. juli 1767, død 23. februar 1848), USA's 6. præsident, 1825 – 1829. Søn af præsident John Adams og Abigail Adams. Han var den første amerikanske præsidentsøn, der selv blev præsident. 

## Baggrund
Adams blev født i Braintree, Massachusetts, og iagttog som barn slaget ved Bunker Hill fra toppen af Penn's Hill ovenfor familiens gård. Som sekretær for sin far i Europa blev han dygtig til sprog. Han blev uddannet til advokat ved Harvard. Som 26-årig blev han udnævnt til udsending i Nederland og senere forfremmet til legationen i Berlin. 

## Besøg i Norge
I september 1809 sejlede et storslået skib ind mod Flekkerøy havn ved Kristiansand. Om bord var Adams på vej til Skt. Petersburg. Han havde planlagt nogle dages ophold i Norge. En kanonbåd kom op til skibet, og snart sprang nordmænd op på dækket for at kapre skibet. Adams fik det forhindret, men vel i havn opdagede han 36 kaprede amerikanske skibe med omkring 400 amerikanere om bord. I lighed med 80 pct af de skibe, nordmændene kaprede, havde også disse papirer på, at de kom fra en neutral stat, men i modsætning til Adams havde de ikke diplomatisk immunitet, så de måtte vente længe på den overbebyrdede priseret. Adams skrev til den amerikanske agent i København: "Synet af så mange af mine landsmænd i så fortvivlede omstændigheder er meget smertefuldt." 

## Udenrigsminister
Han var udenrigsminister 1817-1825, hvor hans væsentligste politiske indsats var udformningen af Monroe-doktrinen, som Adams var den egentlige skaber af. Han tjente under James Monroe, som doktrinen fik navn efter, og enedes med England om en fælles overtagelse af Oregon.  Han lykkedes i 1819 med at få en kontrakt undertegnet af Spanien, hvorved Florida blev amerikansk til en pris af fem millioner dollars. 

## Præsident
Den amerikanske præsidentvalg 1824 huskes især for at være det eneste i den amerikanske historie, hvor valget blev truffet af Repræsentanternes Hus, idet ingen af kandidaterne opnåede absolut flertal. Andrew Jackson opnåede det højeste stemmetal og det højeste antal valgmænd, men Repræsentanternes Hus valgte Adams i stedet. Fire år senere fik Jackson flertal og afløste Adams.
Under edsaflæggelsen ved sin indtræden som amerikansk præsident er Adams den eneste, der holdt hånden på en lovsamling i stedet for på Bibelen. Han holdt ikke af at være præsident og foretrak langt at sidde i kongressen. 
Efter præsidentperioden var John Quincy Adams medlem af Repræsentanternes Hus fra 1831 til 1848, og én af de få amerikanske ekspræsidenter, der har fået en betydelig karriere efter sin afgang. Han virkede bl.a. for udviklingen af kulturelle institutioner, og tog i sine senere år stærkt til orde imod slaveriet.